# Kabupaten Kotawaringin Barat
Kabupaten Kotawaringin Barat är ett kabupaten i Indonesien.   Det ligger i provinsen Kalimantan Tengah, i den västra delen av landet, 700 km nordost om huvudstaden Jakarta. Antalet invånare är 235 803.